# Proyección de poder

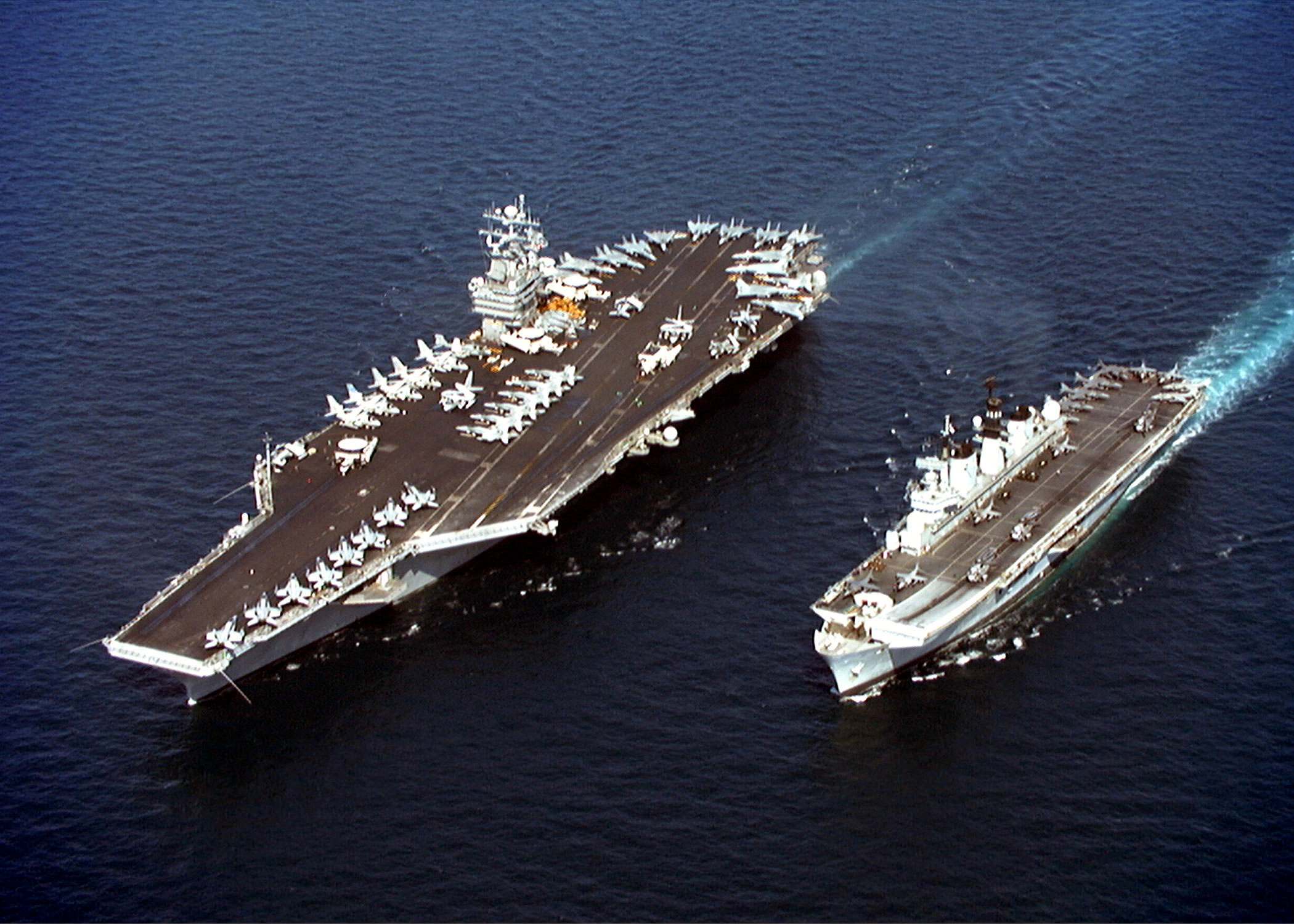
USS John C. Stennis y HMS Illustrious, dos portaaviones en una patrulla conjunta.

Proyección de poder o proyección de fuerza es un término usado en ciencia militar y geopolítica para referirse a la capacidad de un estado para llevar a cabo una acción o guerra expedicionaria, por ejemplo para intimidar o influenciar a otras naciones y aplicar la política por medio de la fuerza, o intimidar con esto, en una zona distante de su propio territorio.

## Características

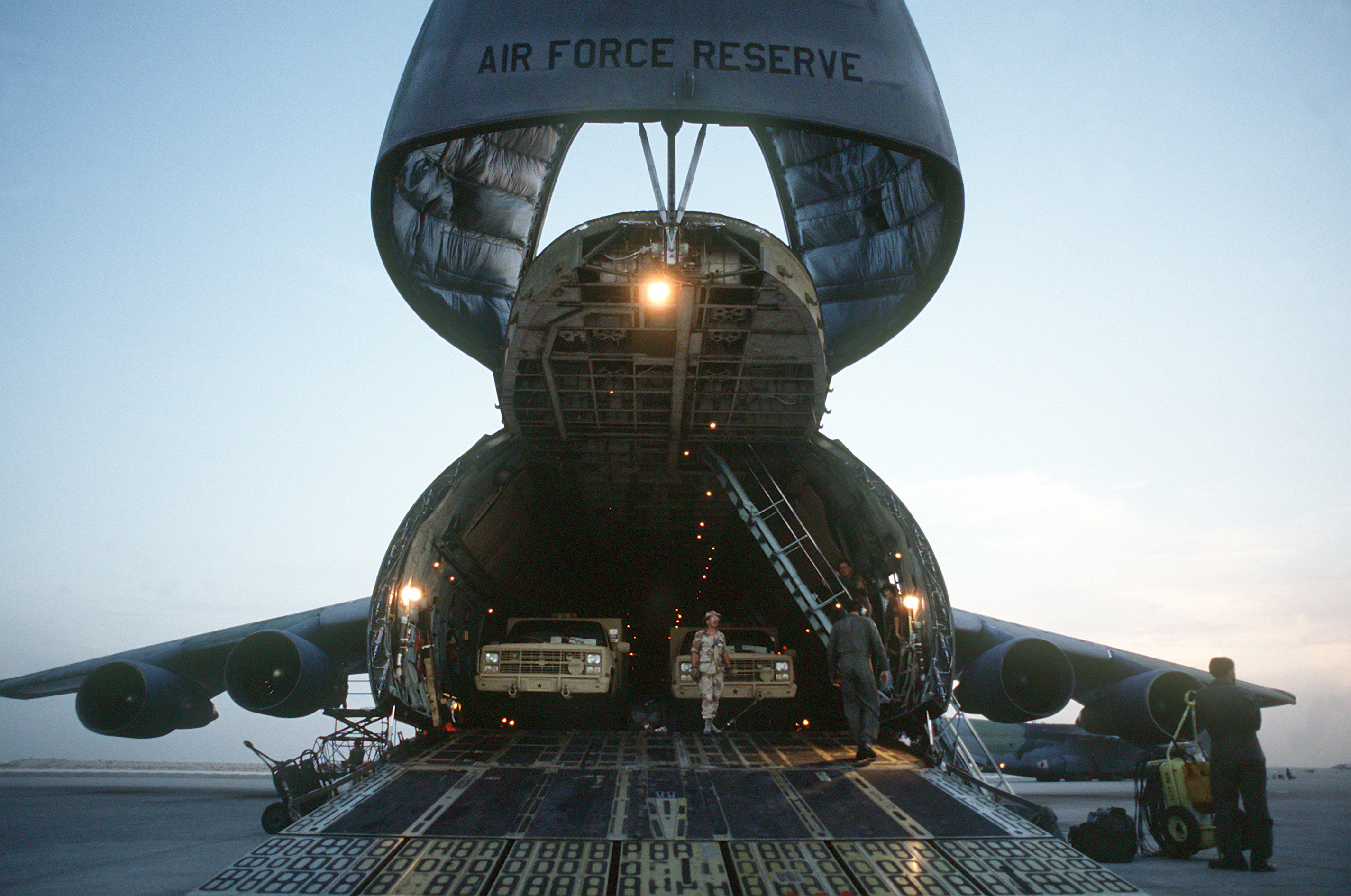
La capacidad de carga y de vuelo intercontinental del C-5 Galaxy lo convierte en un activo importante para desplegar equipo militar en todo el mundo.

El Departamento de Defensa de los Estados Unidos define la proyección de poder como la "capacidad de una nación para aplicar todos o algunos de sus elementos de poder político, económico, informativo o militar para desplegar, sostener rápidamente y efectivamente fuerzas en y desde múltiples lugares dispersos para responder a diversas crisis, contribuir a la disuasión y mejorar la estabilidad regional o global".
A medida que aumenta la distancia entre una fuerza de combate y su cuartel general,  el mando militar inevitablemente se vuelve más difícil. La proyección moderna de poder actualmente emplea a menudo comunicaciones de alta tecnología para superar estas dificultades, proceso que a veces se describe como la "Revolución en Asuntos Militares".
Mientras que las armas de largo alcance como los misiles balísticos intercontinentales son capaces de proyectar una fuerza letal por derecho propio, en realidad es la logística militar la que está en el centro de la proyección de poder. La capacidad de integrar fuerzas navales y aéreas con los ejércitos terrestres como parte de una guerra conjunta es un aspecto clave en la proyección eficaz del poder; el transporte aéreo y las capacidades de transporte marítimo facilitan el despliegue de soldados y armas a sitios lejanos en guerra.
Los grupos de ataque de portaaviones, los bombarderos estratégicos, y los submarinos nucleares, son ejemplos de proyección de poder. Las unidades militares diseñadas para ser ligeras y móviles, como las fuerzas aerotransportadas (paracaidistas), las fuerzas de asalto aéreo y las fuerzas de asalto anfibias, a menudo son tomadas en cuenta en la proyección de poder. El uso de bases en el exterior es otro método de proyección de poder que, al posicionar previamente las unidades militares o el arsenal de armas en bases militares situadas estratégicamente fuera del territorio de un país, reduce el tiempo y la distancia necesarios para movilizarlas en un hipotético escenario de guerra.

## Tipos
Diversos académicos han establecido la proyección del poder militar en nueve categorías diferentes basadas en objetivos políticos y el nivel de fuerza. Cuatro de éstos se definen como poder militar "blando" (asegurar los carriles marítimos de la comunicación, la evacuación de civiles, la respuesta humanitaria, y el mantenimiento de la paz) y el resto se definen como poder militar "duro" (la disuasión, intervención y conquista).

### Poder blando
Ejemplos de proyección de poder "blando" incluyen:
- Asegurar los carriles marítimos de comunicación: la protección de los carriles marítimos frente a ataques de estados hostiles o amenazas externas.
- Operaciones de evacuación de no combatientes: la evacuación de ciudadanos o de civiles cuando están en peligro de guerra o de disturbios civiles.
- Respuesta humanitaria: el uso de fuerzas militares en el extranjero para ayudar en las secuelas de un desastre natural.
- Mantenimiento de la paz: operaciones militares diseñadas para apoyar los esfuerzos diplomáticos para alcanzar un arreglo político a largo plazo para una disputa en curso.

### Poder duro
Ejemplos de proyección de poder "duro" incluyen:
- Mostrar la bandera: el despliegue simbólico de fuerzas militares a una región con el propósito de demostrar interés político  o voluntad de tomar acciones militares más fuertes.
- Compulsión / disuasión: el uso de la amenaza de fuerza militar contra otro Estado para inducirlo o disuadirlo de seguir una política dada. En esta forma, la proyección de poder actúa como una herramienta diplomática, tratando de influir en el proceso de toma de decisiones de un determinado país.
- Castigo: el uso punitivo de la fuerza contra otro estado.
- Intervención armada: el movimiento de las fuerzas militares hacia el territorio de otra nación con el fin de influir en los asuntos internos del país.
- Conquista: el uso ofensivo de activos militares para ocupar por la fuerza un territorio controlado o reclamado por otro estado.

## Países con capacidad de proyección de poder
| Proyección de Poder | Proyección de Poder                         | Proyección de Poder    | Proyección de Poder | Proyección de Poder    | Proyección de Poder               | Proyección de Poder  |
| País                | Grupo/Bloque                                | Fuerza Marítima        | Portaaviones        | Bases en el extranjero | Tropas desplegadas en el exterior | Armas Nucleares      |
| ------------------- | ------------------------------------------- | ---------------------- | ------------------- | ---------------------- | --------------------------------- | -------------------- |
| Australia           | G20/ANZUS/Commonwealth/Five Eyes/APEC       | Marina de aguas verdes | 2                   | 0                      | 2900                              | No                   |
| Brasil              | G20/G4/BRICS/UNASUR/Mercosur                | Marina de aguas verdes | 1                   | 0                      | 273                               | No                   |
| China               | P5/G20/BRIC/APEC/OCS                        | Marina de aguas azules | 1                   | 3                      | 11,775                            | Sí                   |
| Canadá              | G20/G7/Commonwealth/OTAN/APEC/Five Eyes/UfC | Marina de aguas verdes | 0                   | 0                      | 3600                              | No                   |
| Francia             | P5/G20/G7/UE/OTAN/Quint                     | Marina de aguas azules | 4                   | 10                     | 10,300                            | Sí                   |
| Alemania            | G20/G7/G4/UE/OTAN/Quint                     | Marina de aguas verdes | 0                   | 1                      | 3450                              | Compartición nuclear |
| Italia              | G20/G7/UfC/UE/OTAN/Quint                    | Marina de aguas azules | 2                   | 3                      | 7050                              | Compartición nuclear |
| India               | G20/BRIC/G4/OCS/Commonwealth                | Marina de aguas azules | 2                   | 3                      | 7839                              | Sí                   |
| Japón               | G20/G7/G4/APEC                              | Marina de aguas verdes | 3                   | 1                      | 278                               | No                   |
| Rusia               | P5/G20/BRIC/APEC/OTSC/CEI/UEE/OCS           | Marina de aguas azules | 1                   | 10                     | 48,500                            | Sí                   |
| Reino Unido         | P5/G20/G7/Five Eyes/OTAN/Commonwealth       | Marina de aguas azules | 2                   | 15                     | 15,000                            | Sí                   |
| Estados Unidos      | P5/G20/G7/OTAN/APEC/Five Eyes/Quint         | Marina de aguas azules | 19                  | 587                    | 130,000                           | Sí                   |